# Ебу Бекр
Ебу Бекр (Abū Bakr aṣ-Ṣiddīq ‘Abdallāh bin Abī Quḥāfah, арап. أبو بكر الصديق عبد الله بن أبي قحافة; око 573-23. август 634) је био први халиф, Мухамедов таст и један од Мухамедових пратилаца. Сунити га сматрају законитим халифом и првим од четири праведна халифа. Шиити верују да је он прекршио директне Мухамедове заповести и да је организовао државни удар. Научници га сврставају у првога муслиманскога халифа. Његова ћерка Ајша се удала за Мухамеда.
Иницијално богат и угледан бизнисмен, Ебу Бекр је касније постао један од првих преобраћеника у ислам и увелико је допринео својим богатством подржавајући Мухамедов рад. Био је међу Мухамедовим најближим следбеницима, који су га пратили приликом његове миграције у Медину и био присутан у великом броју његових војних сукоба, попут битки на Бедру и Ухуду.
Након Мухамедове смрти 632. године, Ебу Бекр је успео да руководи муслиманском заједницом као први рашидунски калиф. За време своје владавине, угушио је низ устанка, заједнички познатих као Рида ратови, услед чега је успео да учврсти и прошири владавину муслиманске државе на целом Арабијском полуострву. Такође је командовао почетним упадима у суседну Сасанидску и Византијску империју, што ће у годинама након његове смрти на крају резултирати муслиманским освајањима Персије и Леванта. Ебу Бекр је умро од болести након владавине од две године, 2 месеца и 14 дана.

## Порекло и наслов
Ебу Бакрово пуно име је било Абдула ибн Утман ибн Амир ибн Амр ибн Каб ибн Сад ибн Тајм ибн Мурах ибн Каб ибн Луаји Галиб ибн Фихр.
На арапском име Abd Allah значи „слуга Алаха”. Једна од његових раних титула, пре преласка на ислам, била је Атик, што значи „спасен”. Мухамед је касније поновио ову титулу када је рекао да је Ебу Бекр „Атик”. Називао га је Ал-Сидик (истинити), након што му је веровао у случају Исра и Мирај, када други људи нису, и Алија је ту титулу потврдио неколико пута. У Курану се такође наводи да је „други од њих двојице у пећини” у вези са догађајем хиџре, где се са Мухамедом сакрио у пећини у Џабал Тавру од меканске потере која је послата за њима.

## 573—610
Рођен је у Меки у угледној породици Бану Таим из племена Курејш. Отац му је био Абдулах, надимка Ебу-Кухафе, а мајка Селма, кћи Ебу-Кухафиног стрица. Рођен је 50 година и 6 месеци пре почетка рачунања времена по хиџри. Ебу-Бекр Ес-Сидик био је светле пути, висок и витка стаса, упалих очију и висока чела. Његов физички изглед одисао је пријатношћу и елеганцијом.
Још у времену џахилијета Ебу-Бекр се одликовао високим моралом. Био је пријатан саговорник и имао је благу нарав. Није пио алкохол и није живео бестидничким животом. Био је трагалац за знањем, па је тако стекао висок степен образовања. У своме народу био је познат као најбољи познавалац порекла и родослова Курејшија. А био је, такође, одличан познавалац историје и порекла и осталих Арапа. Звали су га за решавање захтева о крварини због убиства, а његова реч је била одлучујућа и коначна.
Био је трговац и био је цењен као судија и тумач снова. Трговао је одећом и платном. Захваљујући својим врлинама, веома брзо је напредовао у своме послу. Стекао је два стада камила и оваца, што је према ондашњим мерилима било право богатство. Становао је у области у којој су становали богаташи и трговци, недалеко од места где је становао Мухамед ибн Абдула. Њих двојица врло брзо су се упознали због тога што су били приближно истих година, а и делили су мишљења о моралу, опхођењу и владању. Почели су се дружити и постали су најбољи пријатељи. Био је добро упознат са традицијама Меке, тако да се за њега није очекивало да међу првима прихвати нову религију ислам.

## 610—632
Муслимански учењаци се слажу да је Кадиџа била прва жена која је прихватила ислам. Алија ибн Абу Талиб је био први мушки преобраћеник, а Ебу Бекр први одрасли мушки преобраћеник или трећа особа, која је прихватила ислам.
Суделовао је у биткама које је водио Мухамед. Биле су то битка код Бадра 624, битка код Ухуда 625. и битка код Хунајна 630. За време Мухамедове последње болести 632. Ебу Бекр је предводио молитву.

## 632—634
После Мухамедове смрти 8. јуна 632, Ебу Бекр је проглашен новим вођом тј. халифом. Оно што се десило на састанку на коме је проглашен за вођу је предмет спорова. То је извор прве шизме између сунита и шиита. Шиити верују да је Мухамед одредио Алију (Али ибн Аби Талиб).

## 632—633 Рида ратови
Невоље су започеле након доласка на власт Ебу Бекра. Јединство и стабилност нове државе су били озбиљно угрожени. Различита арапска племена у Хеџазу и Нејду су се побунила против халифа. Неки су само одбили да плаћају порез (зекат). Други су се вратили на стару религију и ислам прогласили идолопоклонством. Племена су тврдила да су се они поклонили Мухамеду и да са Мухамедовом смрћу престаје њихова приврженост.
Ебу Бекр је инсистирао да се они нису поклонили само муслиманском вођи, него и целој муслиманској заједници. Ебу Бекр је прогласио рат неверницима, који су се вратили на стара веровања. То је био почетак Рида ратова (значило је рат са отпадницима од вере). Најжешћи сукоб је био са ал Ханефијем који је тврдио да је он пророк и Мухамедов наследник. Муслимански генерал Халид ибн Ел Велид је победио ел Ханефија у бици код Акрабе.
Након покоравања отпадника и смиривања унутрашње побуне, Абу Бакр је своје генерале усмерио против Византије и Сасанидског царства. Калид ибн Валид је освојио Ирак у једном походу, а успешну експедицију су извели и у Сирији.
Поједине приче кажу да је Ебу Бекр био кључан за очување Курана у писаном облику. Након победе код Акрабе над ал Ханефијем Омер ибн ел Катаб (каснији халиф Омер) је уочио да су погинули многи муслимани који су Куран научили напамет са усана пророка Мухамеда. Ебу Бекр је замолио Омера да надгледа сакупљање стихова Курана. Други историчари тврде да је Осман ибн Афан најзаслужнији за сакупљање и очување Курана. Шиити одбијају идеју да је Ебу Бекр заслужан за очување Курана.

## Смрт (634)
Ебу Бекр је умро 634. у Медини. Кратко пред смрт ургирао је муслиманској заједници да прихвате Омера ибн ел Катаба као његовога наследника. То је учињено без икаквог инцидента. Шиити верују да је вођство требало припасти Алији без икаквога саветовања. Ебу Бекр је у почетку служио проповеди без плаћања, наговорили су га да прима новац, а он је опоруком сав новац вратио у благајну. Ебу Бекр је покопан у џамији у Медини, где и данас лежи крај Мухамеда и Омера.